# Pontfol
Pontfol era una comuna francesa que estaba situada en el departamento de Calvados, de la región de Normandía, que en 1858 se fusionó con las comunas de Les Authieux-sur-Corbon y Victot, formando la nueva comuna de Victot-Pontfol.

## Demografía
| Gráfica de evolución demográfica de Pontfol entre 1793 y 1856 |
|                                                               |

Los datos demográficos contemplados en este gráfico se han cogido de la página francesa EHESS/Cassini.